# 盘尼西林乐队
盘尼西林乐队（Penicillin），中国大陆摇滚乐队，由主唱张哲轩（小乐）、贝斯手熊花（赵钊）、键盘手麻昊宁，吉他手刘家和鼓手小羊组成。2019年参加爱奇艺综艺节目《乐队的夏天》并取得第五名，2020年参加腾讯视频团体竞演节目《炙热的我们》。
盘尼西林本意为青霉素；乐队之所以使用这个名字，张哲轩表示，青霉素曾在二战时广泛用于救助士兵，“它的出现降低了人类死亡率。没怎么多想，就用了盘尼西林这个名字。”

## 音乐作品

### 专辑
| 专辑名称       | 发行时间   |
| -------------- | ---------- |
| 与世界温暖相拥 | 2017-04-18 |
| 群星闪耀时     | 2019-09-23 |

### 单曲
| 名称             | 发行时间   |
| ---------------- | ---------- |
| 最后的英格兰太阳 | 2016-05-04 |